# Luetzelburgia
Luetzelburgia é um género botânico pertencente à família Fabaceae, o qual inclui plantas como a sucupira e o angelim. O gênero foi nomeado em homenagem ao botânico alemão Philipp von Luetzelburg.

## Galeria

Distribuição das espécies pela América do Sul.